# Standards, Vol. 2
Standards, Vol. 2 ist ein Jazzalbum von Keith Jarrett, aufgenommen im Januar 1983, das im Jahr 1985 von ECM Records veröffentlicht wurde.

## Das Album
Mit dem Schlagzeuger Jack DeJohnette hatte Jarrett schon im Charles Lloyd Quartett 1966 und bei Miles Davis 1970/71 zusammengearbeitet. Daraus erwuchs das erste Album, das Jarrett für das ECM-Label aufnahm, Ruta & Daitya
Im Februar 1977 kooperierten Jarrett und DeJohnette erstmals mit Gary Peacock bei dessen Album Tales of Another, in dem sich das Spiel des späteren Standards-Trios schon andeutete: Verblüffend bleibt das enorme Verständnis, das die Musiker füreinander aufbringen, schrieb Jarrett-Biograph Andresen zu diesem Album. Im Januar 1983 wird auf Initiative Jarretts ebendieses Trio für die Einspielung der beiden Standards-Alben und der LP Changes (mit Eigenkompositionen des Pianisten) wiederbelebt.
Schon bei seinen vorangegangenen Solo-Auftritten nutzte Keith Jarrett den Zugabenteil, um über Jazz-Standards zu improvisieren. Kurze und melodische meist sehr eingängige Lieder fordern auch ihn zur melodischen Ausgestaltung heraus. Jarrett sah für sich drei Gründe, die ihn veranlassten, Standards zu spielen:
Punkt eins ist, dass an die Nicht-Vereinahmbarkeit von Musik erinnert werden muss, wie an die Standards aus dem Repertoire anderer Musiker. Die zweite Sache ist, dass der Respekt vor der Musik, die nicht die eigene ist, den Zugang zu dieser ermöglicht. Zum dritten haben wir drei diese Musik an ähnlichen Punkten unseres Lebens gespielt und hatten auch ähnliche Erfahrungen. Wir sind mit diesen Liedern herangewachsen; sie haben uns angeschubst und wurden zu einer Sprache, die wir nie wieder vergessen werden. Jarrett sagte weiter zu der Verständigung mit seinen Mitmusikern: Wir hatten eigentlich keinen Zweifel, wie wir diese Lieder spielen könnten. Wenn es Zweifel gab, dann höchstens darüber, wie weit wir dabei kommen könnten - und das lag in meiner Verantwortung, weil die Sache meine Idee war. Doch es war wichtig, dass wir nicht darüber redeten, weil die gemeinsame Sprache ja längst geteilt wurde. Und diese Sprache war wohl der Einstiegspunkt für jeden von uns...
Schon Jarretts erstes Trio übernahm nicht nur die klangliche und gestalterische Ausgewogenheit, die Bill Evans in seinem Trio mit Scott LaFaro und Paul Motian vorgegeben hatte, sondern führte sie in seltener Konsequenz fort, notiert Andresen zu diesen Alben. Das Trio Jarrett/Peacock/DeJohnette treibt bei aller Spontaneität dieses Moment der Gleichberechtigtheit, ja Gleichgewichtigkeit neuerlich auf einen Gipfel an gelebter Musikalität.
Werner Burkhardt, der die Session beobachtete, urteilte später:
„Kein Zweifel, die Beschäftigung mit der Tradition hat Keith Jarrett eine neue Sicherheit im Umgang mit der eigenen Freiheit gegeben“.
Bei der Aufnahmesitzung des Trios, deren Ingenieur Jan Erik Kongshaug war, wurde Material für drei Alben eingespielt. Die Titel Meaning of the Blues, All the Things You Are, It Never Entered my Mind, The Masquerade Is Over und God Bless the Child erschienen auf „Standards, Vol. 1“ (ECM 1255). Die Jarrett-Kompositionen Flying und Prism wurden auf dem ursprünglich nicht geplanten Album „Changes“ (ECM 1276) veröffentlicht, das entstand, nachdem das Trio ausreichend Standards für zwei Alben eingespielt hatte. Erst zwei Jahre später wurde die verbliebenen Titel aus der Session als „Standards, Vol. 2“ veröffentlicht; es enthält jedoch mit dem Titel So Tender aber auch eine Originalkomposition von Jarrett. Einige der anderen Stücke auf diesem Album sind im Vergleich zu „Vol. 1“ weniger bekannte Standards. Nach Ansicht von Ian Carr hat es jedoch „die gleiche Qualität der Darbietung.“ In einem Gespräch, das in der französischen Zeitschrift Jazz Hot erschien, weist Jarrett insbesondere auf Never Let Me Go hin, das das melodiöseste Stück sei, das er jemals durch ein Trio interpretiert gehört habe. Für sein Spiel 1983 orientierte er sich aber nicht an der Fassung von Bill Evans, sondern an einer Vokalversion von Nancy Wilson.

## Die Titel
- Das Album „Standards Vol. 2“ (ECM 1289) enthält folgende Titel:

1. So Tender (Keith Jarrett) 7:15
2. Moon and Sand (Alec Wilder, William Engvick, Mortimer Palitz) 8:55
3. In Love In Vain (Jerome Kern, Leo Robin) 7:06
4. Never Let Me Go (Raymond Evans, Jay Livingston) 7:42
5. If I Should Lose You (Ralph Reunger, Leo Robin) 8:29
6. I Fall In Love So Easily (Sammy Cahn, Jule Styne) 5:12

## Auszeichnungen
Anders als die beiden anderen Alben, die aus der Aufnahmesession hervorgingen, wurde „Standards, Vol. 2“ sowohl von Hi-Fi Vision als auch vom Jazz Life Magazine als Platte des Jahres gewürdigt. Cook und Morton zeichnen sie im Penguin Guide to Jazz mit der Höchstnote aus.

## Nachwirkung der Session 1983
„Ursprünglich war nur eine Aufnahme geplant, an Tourneen der Gruppe oder eine längere Auseinandersetzung mit Standards dachte man zunächst noch nicht.“ Die Musiker hatten vor der Aufnahme vereinbart, die Standards nur in Clubs oder ähnlichen Etablissements zu spielen, in die sie gehörten. Diese Konzerte im September 1983 im Village Vanguard waren dann aber so erfolgreich, „dass man die Idee, nur im engeren Zirkel von Clubs aufzutreten, wieder ad acta legte und sehr schnell größere Konzerthallen und Festivals mit einbezog.“ Das Trio ging aber erst ab 1985 mit Standards auf Tournee, da Jarrett sich 1984 auf die Interpretation klassischer Klaviermusik konzentrierte. Mit dieser Session begann eine lange Reihe von Plattenveröffentlichungen des Trios aus Jarrett, Peacock und DeJohnette, für das sich bald die Bezeichnung „Standards Trio“ herausbildete. Bis auf ein kurzes Gastspiel von Paul Motian 1992 (At the Deer Head Inn (ECM, 1994)) blieb die Besetzung des Trios bis 2014 konstant.